# De andere kant van de hemel
De andere kant van de hemel is het zevende deel van de samoerai-stripreeks Kogaratsu, van de Belgische stripauteurs  Bosse (Serge Bosmans) en Marc Michetz. Het stripalbum verscheen in 1997 met harde en zachte kaft in de collectie spotlight van uitgeverij Dupuis.

## Verhaal
Kogaratsu wordt ingehuurd door de Nicheren, een boeddhistische tempelorde om een jonge priesteres, vrouwe Akiko naar haar tempel in de bergen te begeleiden. In de bergen wemelt het van de rovers. Kogaratsus’ taak echter eindigt bij het bereiken van de overkant van de rivier waar een militante monnikenorde, de Yamabushi de begeleiding overnemen. Op de rivier vindt een aanval plaats waarin Kogaratsu ternauwernood Akiko van de dood red. Aan de overkant gaat de tocht verder en ondervinden ze nieuwe moeilijkheden.